# Drallklappe

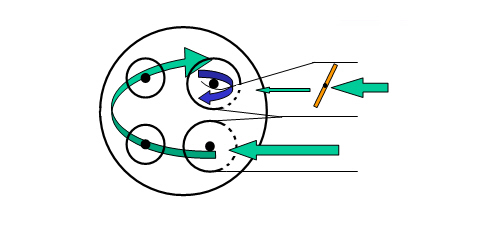
Schematische Darstellung des Drallklappenfunktionsprinzips

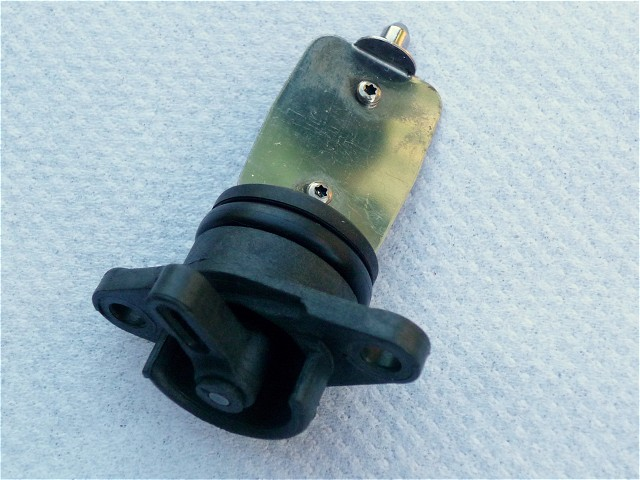
Drallklappe aus einem Dieselmotor (BMW M47)

Eine Drallklappe, auch Swirlflap oder Einlasskanalabschaltung ist ein technisches Bauteil von ventilgesteuerten Viertakt-Verbrennungsmotoren mit mindestens zwei Einlassventilen, das in den Luftansaugtrakt jedes Zylinders eingebaut wird, um eine gesteuerte Drehbewegung der in den Brennraum einströmenden Frischgas- oder Luftladung zu erreichen. 
Bei einem Vierventilzylinderkopf wird beispielsweise ein Einlasskanal als „Füllungskanal“, der andere als „Drallkanal“ ausgelegt, wobei der Füllungskanal im Teillastbetrieb durch eine Drallklappe ganz oder teilweise geschlossen werden kann. Durch das Schließen der Drallklappe verteilt sich die Gasmenge in beiden Ansaugkanälen asymmetrisch, durch die Formgebung des nun stärker durchströmten Drallkanales entsteht eine stärkere Verwirbelung, die die Vermischung von Luft und Kraftstoff im niedrigen Drehzahlbereich verbessert. Ist die Drallklappe geöffnet, wird ein höherer Füllgrad des Brennraums mit Luft erreicht, dies geschieht bei hohen Motordrehzahlen. Drallklappen wirken sich positiv auf Emissionen und Kraftstoffverbrauch von Motoren aus.

## Unterschied zwischen Drallklappe und Tumbleklappe
Während Drallklappen einen Wirbel entlang der Zylinderachse erzeugen und bei Dieselmotoren eingesetzt werden, kommen Tumbleklappen bei Ottomotoren mit Benzindirekteinspritzung zum Einsatz, der von ihnen erzeugte Wirbel ist senkrecht zur Ausrichtung des Kolbens. Eine andere Bezeichnung für die Tumbleklappe lautet Ladungsbewegungsklappe.